# 94-та піхотна дивізія (Третій Рейх)
94-та піхотна дивізія (Третій Рейх) (нім. 94. Infanterie-Division) — піхотна дивізія Вермахту за часів Другої світової війни. Дивізія 5-ї хвилі мобілізації Сухопутних військ Третього Рейху брала участь у кампаніях у Франції, на Східному фронті. У Сталінградській битві була знищена й незабаром відновлена, після чого відправлена на Італійський фронт, де наприкінці війни капітулювала військам союзників.

## Історія
94-та піхотна дивізія сформована 18 вересня 1939 на базі військового навчального центру Цайтгайн (нім. Truppenübungsplätzen Zeithain) з особового складу резерву IV-го і VIII-го військових округів під час 5-ї хвилі мобілізації Вермахту. Озброєння та військова техніка, що надходила до дивізії, у переважній більшості була чеського виробництва, з запасів захопленого військового майна під час окупації Чехословаччини Вермахтом. До 1 листопада 1939 особовий склад 94-ї піхотної дивізії пройшов повний курс бойової підготовки і готовність дивізії до ведення бойових дій була оголошена, як завершена.

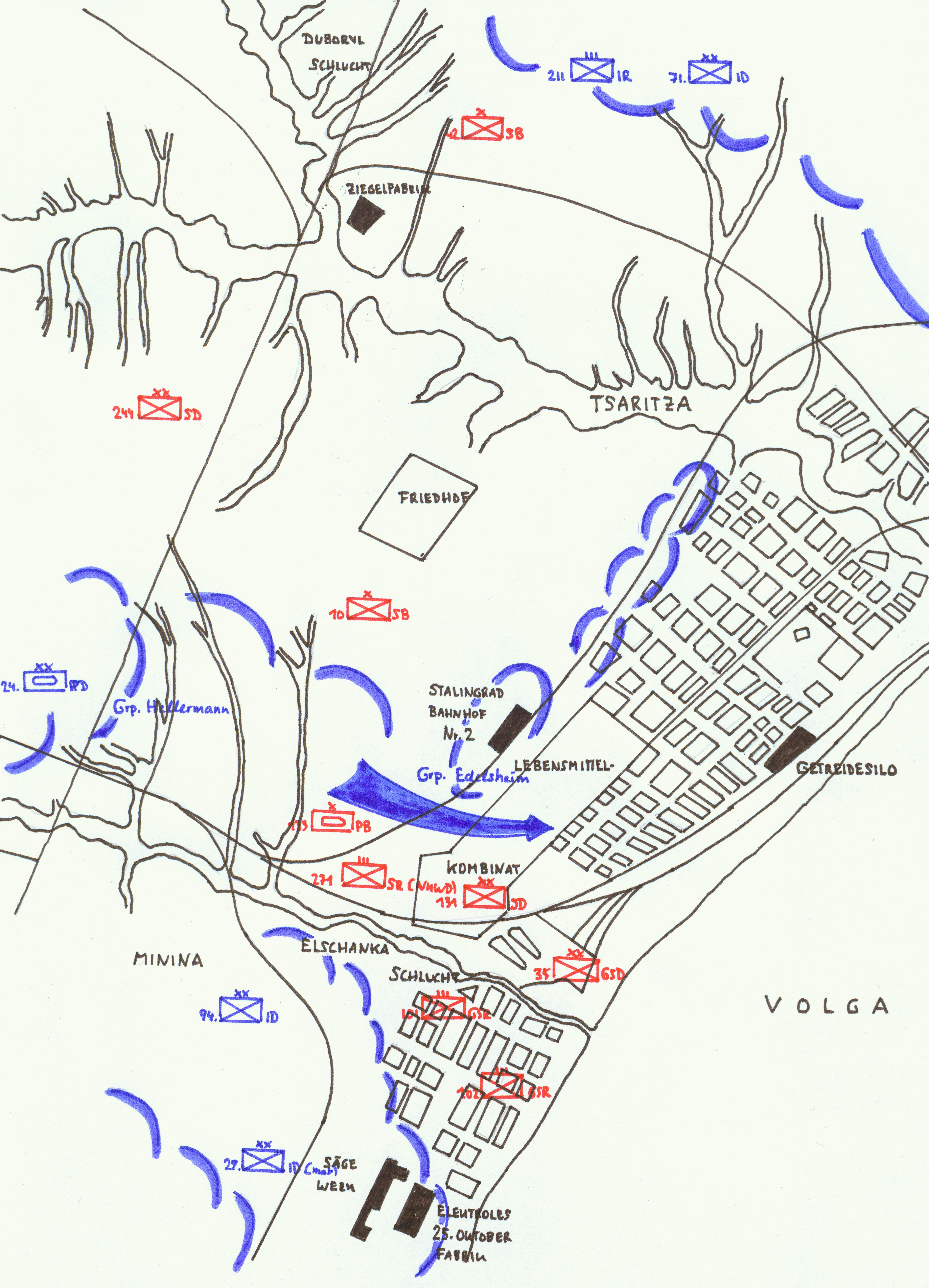
Бойові дії 94-ї піхотної дивізії під час боїв у Сталінграді. 15 жовтня 1942

### Західний фронт
У листопаді 1939 дивізія передислокована на Західний фронт на лінію Зігфрида в регіон Васгау. Оборонні рубежі на фортифікаційних позиціях Західної лінії формування разом з іншими частинами IX-го армійського корпусу займало поблизу Бад-Бергцаберна.
З 13 травня 1940 року 94-та піхотна дивізія, що перебувала у безпосередньому підпорядкуванні командування 1-ї польової армії, перетнула державний кордон поблизу Тріра й, пройшовши прискореним маршем через окупований Люксембург, і далі через Бельгію, вторглася на територію Північної Франції. Німецькі війська швидко подолали опір французької армії та продовжили стрімкий наступ до Седану, околиць якого дісталися 20 травня 1940. Надалі підрозділи генерала Г.Фолькмана форсували Маас поблизу Сіньї-л'Аббе й з боями просувалися до Анкура. Згодом дивізія брала участь у боях на річці Сомма та за місто Вуаєнн. Разом з німецькими військами IV-го армійського корпусу просувалася до Катіньї, який захопила 8 червня 1940. 10 червня частини дивізії опанували Комп'єнь.
За планом операції «Рот», дивізія продовжувала наступ у південному напрямку до центру французької держави і прискореним маршем переслідувала французькі війська, що відступали через Мо та Мелен на Орлеан. На момент підписання Комп'єнського перемир'я та завершення Французької кампанії війська генерала Г.Фолькмана дісталися Шательро, де отримали розпорядження про капітуляцію Франції й припинення вогню.
По завершенню військових дій, 94-та дивізія залишилася в складі окупаційних німецьких військ на території Франції і протягом літа 1940-весни 1941 дислокувалася спочатку в Шалон-ан-Шампань, а пізніше в Понт-а-Муссон.
4 серпня 1940, командир дивізії генерал від інфантерії Гельмут Фолькман був важко поранений в автомобільній аварії і помер за два тижні в лікарні. На посаду командира дивізії був призначений генерал-майор Георг Пфайффер.

### Східний фронт
З початком німецько-радянської війни, формування дивізії перебували в стадії передислокації з Франції на південний фланг Східного фронту в розпорядження командувача групою армій «Південь» генерал-фельдмаршала Г. фон Рундштедта. 1 липня 1941 війська дивізії прибули залізницею до району Ярослав у Генеральній губернії, звідки маршем продовжили рух на Львів та Тернопіль.
15 липня формування досягли міста Тернополя, звідки разом з 454-ю дивізією охорони, продовжили шлях до Вінниці. Далі, увійшла в підпорядкування тимчасово утвореного об'єднання групи генерала фон Шведлера 17-ї армії, вела наступальні дії в напрямку Кагарлик-Канів. 4 вересня 1941 форсувала Дніпро поблизу Черкас, 267-й полк вступив у бої з радянськими військами на річці Бобриця, згодом дивізія генерала Г. Пфайффера взяла участь в оточенні та роззброєнні військ Південно-Західного фронту генерала М.Кирпоноса.
У вересні-листопаді в складі IV-го армійського корпусу продовжує наступ на Лівобережній Україні, бої за опанування Чигирина, Краматорська, Артемівська, Олександрівки, Іванівкі, у грудні запеклі сутички з відступаючими формуваннями Червоної армії на рубежі річки Сіверський Донець.
У другій половині грудня 1941 відведена в тилову смугу в район східніше Артемівська, де доукомплектовувалася та проходила переоснащення озброєнням і технікою до середини березня 1942 року.
З весни 1942 94-та піхотна дивізія IV-го армійського корпусу 17-ї армії вела оборонні бої на південному фланзі радянсько-німецького фронту. З липня 1942 дивізія перейшла в наступ за планом операції «Блау» і просувалася на схід в напрямку Сталінграду через Константиновський район Ростовської області.
У жовтні 1942 дивізія перепідпорядкована XIV-му танковому корпусу 4-ї танкової армії групи армій «B» і билася безпосередньо на південних підступах Сталінграду. З 15 жовтня усі піхотні полки переформовані на штати гренадерських полків.
19 листопада радянські війська розпочали масштабний контрнаступ одночасно військами трьох фронтів: Південно-Західного, Сталінградського і Донського, з метою оточення і знищення німецького угруповання у районі міста Сталінград. 94-та дивізія виявилася оточеної в межах кільця поблизу населеного пункту Орловка разом з формуваннями 6-ї німецької польової армії генерал-полковника Ф.Паулюса. ІІ-й батальйон 276-го гренадерського полку опинився в оточенні поблизу сталінградського району «Ринок».
З кінця листопада 1942 до кінця січня 1943 особовий склад дивізії бився в умовах оточення, практично до повного знищення та втрати бойових можливостей своїх підрозділів. 11 грудня командир дивізії генерал-майор Георг Пфайффер був евакуйований з «мішка» повітрям.
29 січня 1943 дивізія разом з іншими німецькими дивізіями угруповання оточених військ Вермахту капітулювала військам Донського фронту генерала К.Рокоссовського. Через декілька днів капітулювала решта оточених військ 6-ї армії генерал-фельдмаршала Ф.Паулюса (14-та, 16-та і 24-та танкові, 3-тя, 29-та і 60-та моторизовані, 100-та егерська, 44-та, 71-ша, 76-та, 79-та, 113-та, 295-та, 297-ма, 305-та, 371-ша, 376-та, 384-та і 389-та піхотні дивізії).

### Італійський фронт
Вдруге формування 94-ї піхотної дивізії розпочалося 1 березня 1943 з резервів Сухопутних військ на території окупованої Франції у бретанському Лор'яні. В основу формування пішли формування 878-го і 875-го гренадерських полків, і військовики 94-ї дивізії, що залишилися в живих і були евакуйовані зі Сталінградського «котла».
До червня 1943 дивізія вийшла на рівень повної бойової готовності й призначена для берегової охорони західного узбережжя Франції.
У липні 94-та піхотна дивізія другого формування перекинута на Італійський театр війни до Лігурії, де вона увійшла до складу LXXXVII-го армійського корпусу Вермахту. З'єднання розгорнулося в районі Вогера-Кастель-Сан-Джованні-Торрилья.
У вересні 1943 частини дивізії брали учать у роззброєнні італійських військ після капітуляції Королівства Італія й в організації берегової оборони поздовж лігурійського узбережжя з дислокацією штабу дивізії в Імперії.
В листопаді 1943 94-та дивізія переміщена на передову «Зимової лінії», де зайняла оборонні позиції поздовж річки Гарільяно. Вела запеклі бої проти 10-го британського корпусу біля Мінтурно. З висадкою американських військ поблизу Анціо підрозділи 94-ї дивізії протистояли спробам 85-ї та 88-ї американських дивізій прорватися в сторону Риму. Німецькі війська перебували під постійним обстрілом корабельної артилерії союзних військ та ударами бомбардувальної авіації. 20 травня 1944 через значні втрати в живій силі та техніці, дивізія відведена на доукомплектування та відновлення боєздатності в тил, у район Ареццо.
У жовтні 1944 94-та піхотна дивізія повернута на передову, і утримувала рубежі Готської лінії проти наступу англо-американських військ північніше Вергато. Надалі вела оборонні бої під час наступу супротивника в Північній Італії, відступала на північ, до Болоньї, Верони, Роверето.
Війну закінчила під час проведення масштабного наступу союзних військ на півночі країни у Південному Тиролі, де капітулювала союзним військам 22 квітня 1945 року.

## Райони бойових дій
- Німеччина (вересень — листопад 1939);
- Німеччина (Лінія Зігфрида) (листопад 1939 — травень 1940);
- Франція (травень 1940 — червень 1941);
- СРСР (південний напрямок) (липень 1941 — вересень 1942);
- СРСР (Сталінград) (вересень 1942 — січень 1943);
- Франція (березень — вересень 1943);
- Італія (вересень 1943 — квітень 1945).

## Командування

### Командири
1-ше формування
- генерал авіації (з 22 квітня 1940 року — генерал від інфантерії) Гельмут Фолькман (нім. Hellmuth Volkmann) (18 вересня 1939 — 21 серпня 1940);
- генерал-майор, з 1 червня 1942 генерал-лейтенант Георг Пфайффер (нім. Georg Pfeiffer) (21 серпня 1940 — 29 січня 1943);

2-ге формування
- генерал-лейтенант Георг Пфайффер (1 березня 1943 — 2 січня 1944);
- генерал-майор, з 1 червня 1944 генерал-лейтенант Бернгард Штайнмец (нім. Bernhard Steinmetz) (2 січня 1944 — 22 квітня 1945).

### Підпорядкованість
| Час                  | Корпус                        | Армія                         | Група армій (округ)           | Штаб                          |
| -------------------- | ----------------------------- | ----------------------------- | ----------------------------- | ----------------------------- |
| 1939                 |                               |                               |                               |                               |
| жовтень              | IX-й ак                       | 1-ша армія                    | Група армій «C»               | Саарпфальц                    |
| 1940                 |                               |                               |                               |                               |
| січень               | IX-й ак                       | 1-ша армія                    | Група армій «C»               | Саарпфальц                    |
| 27 березня           | —                             | 1-ша армія                    | Група армій «C»               | Саарпфальц                    |
| 13 травня            | —                             | 1-ша армія                    | Група армій «C»               | Франція                       |
| 14 травня            | —                             | 6-та армія                    | Група армій «C»               | Франція                       |
| 21 травня            | —                             | 17-та армія                   | Група армій «C»               | Франція                       |
| 27 травня            | V-й ак                        | 6-та армія                    | Група армій «B»               | Франція                       |
| 9 червня             | IV-й ак                       | 6-та армія                    | Група армій «B»               | Франція                       |
| 21 червня            | XXXX-й ак                     | 6-та армія                    | Група армій «B»               | Франція                       |
| 7 липня              | —                             | 7-ма армія                    | Група армій «B»               | Франція                       |
| 12 липня             | XXXIX-й мк                    | 2-га армія                    | Група армій «C»               | Франція                       |
| 17 липня             | X-й ак                        | 6-та армія                    | Група армій «A»               | Франція                       |
| 28 липня             | XXXXIII-й ак                  | 9-та армія                    | Група армій «A»               | Франція                       |
| 12 липня             | XXXIX-й мк                    | 2-га армія                    | Група армій «B»               | Франція                       |
| 30 липня             | тимчасово виведена до резерву | тимчасово виведена до резерву | тимчасово виведена до резерву | тимчасово виведена до резерву |
| 8 серпня             | IV-й ак                       | 16-та армія                   | Група армій «A»               | Франція                       |
| 1941                 |                               |                               |                               |                               |
| січень               | XVII-й ак                     | 17-та армія                   | Група армій «B»               | Польща                        |
| 17 лютого            | LX-е КОП                      | 1-ша армія                    | Група армій «D»               | Франція                       |
| 15 березня           | XXVII-й ак                    | 1-ша армія                    | Група армій «D»               | Франція                       |
| 1 липня              | XXXIV-е КОП                   | —                             | Група армій «Південь»         | Західна Україна               |
| 11 липня             | z. Vfg.                       | 17-та армія                   | Група армій «Південь»         | Західна Україна               |
| 31 липня             | Група фон Шведлера            | 17-та армія                   | Група армій «Південь»         | Київ                          |
| 10 вересня           | XXXIV-е КОП                   | 17-та армія                   | Група армій «Південь»         | Київ                          |
| 22 вересня           | z. Vfg.                       | 7-ма армія                    | Група армій «Південь»         | Київ                          |
| 29 вересня           | Група фон Шведлера            | 17-та армія                   | Група армій «Південь»         | Донець                        |
| 1942                 |                               |                               |                               |                               |
| січень               | Група фон Шведлера            | 17-та армія                   | Група армій «Південь»         | Донець/Краматорськ            |
| серпень              | IV-й ак                       | 17-та армія                   | Група армій «B»               | закрут Дону                   |
| жовтень              | XIV-й тк                      | 4-та танкова армія            | Група армій «B»               | Сталінград                    |
| грудень              | XI-й ак                       | 6-та армія                    | Група армій «Дон»             | Сталінград                    |
| 1943                 |                               |                               |                               |                               |
| січень (І половина)  | XI-й ак                       | 6-та армія                    | Група армій «Дон»             | Сталінград                    |
| січень (ІІ половина) | XXXXVIII-й тк                 | Армійська група «Голлідт»     | Група армій «Дон»             | Дон/Донець                    |
| квітень              | XXV-й ак                      | 7-ма армія                    | Група армій «D»               | Півн-Зах.Франція              |
| червень              | z. Vfg.                       | 7-ма армія                    | Група армій «D»               | Півн-Зах.Франція              |
| вересень             | LXXXVII-й ак                  | —                             | Група армій «B»               | Генуя                         |
| листопад             | z. Vfg.                       | z. Vfg.                       | OB «Південь»                  | Генуя                         |
| грудень              | XIV-й тк                      | 10-та армія                   | Група армій «C»               | Кассіно                       |
| 1944                 |                               |                               |                               |                               |
| січень               | XIV-й тк                      | 10-та армія                   | Група армій «C»               | Кассіно                       |
| червень              | LXXVI-й тк                    | 10-та армія                   | Група армій «C»               | Ареццо                        |
| серпень              | —                             | 14-та армія                   | Група армій «C»               | Удіне                         |
| жовтень              | XIV-й тк                      | 14-та армія                   | Група армій «C»               | Ріміні                        |
| листопад             | I-й пдк                       | 10-та армія                   | Група армій «C»               | Болонья                       |
| 1945                 |                               |                               |                               |                               |
| січень               | I-й пдк                       | 10-та армія                   | Група армій «C»               | Болонья                       |
| лютий                | XIV-й тк                      | 10-та армія                   | Група армій «C»               | Болонья                       |
| березень             | XIV-й тк                      | 14-та армія                   | Група армій «C»               | Паданська рівнина             |

### Склад
| Вересень 1939                          | Серпень 1943                   | Травень 1944                   |
| -------------------------------------- | ------------------------------ | ------------------------------ |
| 267-й піхотний полк                    | 267-й гренадерський полк       | 267-й гренадерський полк       |
| 274-й піхотний полк                    | 274-й гренадерський полк       | 274-й гренадерський полк       |
| 276-й піхотний полк                    | 276-й гренадерський полк       | 276-й гренадерський полк       |
| 194-й артилерійський полк              |                                |                                |
| —                                      | 194-й розвідувальний батальйон | 194-й розвідувальний батальйон |
| 194-й протитанковий дивізіон           | 194-й протитанковий дивізіон   | —                              |
| 194-й інженерний батальйон             |                                |                                |
| 194-й дивізійний батальйон зв'язку     |                                |                                |
| 194-те дивізійне управління постачання |                                |                                |
| —                                      | 194-й запасний батальйон       | 194-й запасний батальйон       |

## Нагороджені дивізії
Нагороджені дивізії
Нагороджені Сертифікатом Пошани Головнокомандувача Сухопутних військ для військових формувань Вермахту за збитий літак противника
- 16 травня 1942 — 9-й транспортний взвод[4] 194-го піхотного полку за дії 27 листопада 1941 (73);
- 19 липня 1942 — III-й батальйон 267-го піхотного полку за дії 28 квітня 1942 (179).

|  | Кавалери Золотого Німецького Хреста                                                                        | 32 |
|  | Кавалери Срібного Німецького Хреста                                                                        | 1  |
|  | Кавалери Лицарського хреста Залізного хреста                                                               | 12 |
|  | Кавалери Почесної застібки Сухопутних військ «Почесна застібка на орденську стрічку для Сухопутних військ» | 7  |

- Нагороджені Сертифікатом Пошани Головнокомандувача Сухопутних військ (1)